# Phosphure de nickel
En 2020 on connaît neuf phosphures de nickel, dont la plupart sont connus à l'état naturel (nom du minéral entre parenthèses dans la liste ci-dessous) :
- Ni4P (melliniite[1]) ;
- Ni3P[2] ;
- Ni5P2[2] ;
- Ni12P5[2] (nazarovite[3]) ;
- Ni2P[2] (transjordanite[4]) ;
- Ni5P4[2] (halamishite[5],[6]) ;
- NiP[2] (nickelphosphure[7]) ;
- NiP2[2] (negevite[8]) ;
- NiP3[2].

Un dixième phosphure de nickel, un minéral non nommé de formule Ni5P, a été signalé en 2016 parmi la chromite d'une ophiolite de l'Oural (Russie), mais non confirmé.
Dans les minéraux indiqués ci-dessus, une petite partie du nickel est remplacée par du fer ferreux : on écrit leurs formules sous la forme (Ni,Fe)xPy. On connaît aussi des minéraux qui sont des phosphures de fer et de nickel dans lesquels c'est le fer qui prédomine (barringerite, schreibersite, etc.) : on écrit leurs formules sous la forme (Fe,Ni)xPy.